# WrestleMania I
WrestleMania (sekwencyjnie znana jako WrestleMania I) była pierwszą edycją gali profesjonalnego wrestlingu WrestleManii, która została wyprodukowana przez World Wrestling Federation. Miała miejsce 31 marca 1985 w Madison Square Garden w Nowym Jorku. Na galę przybyło 19 121 fanów, a w telewizji obejrzało ponad milion fanów. Gala rozpoczęła tzw. Rock 'n' Wrestling Connection, czyli zawarcie porozumienia profesjonalnego wrestlingu z przemysłem muzycznym, poprzez emitowanie meczów na MTV przed rozpoczęciem wydarzenia.
Podczas show odbyło się dziewięć wrestlingowych meczów. W walce wieczoru, Hulk Hogan i Mr. T pokonali Roddy’ego Pipera i Paula Orndorffa. Ponadto, Wendi Richter (której towarzyszyła menadżerka Cyndi Lauper) pokonała Leilani Kai zdobywając WWF Women’s Championship, a Nikolai Volkoff i The Iron Sheik pokonali The U.S. Express (Mike’a Rotundo i Barry’ego Windhama) wygrywając WWF Tag Team Championship.

## Przygotowania i promocja
W latach osiemdziesiątych, głównym przeciwnikiem federacji World Wrestling Federation (WWF) należącej do Vince’a McMahona było Jim Crockett Promotions. McMahon postanowił skontrować sukces związany z pay-per-view o nazwie Starrcade (które było emitowane od 1983), tworząc markę WrestleManię.
Przed pierwszą WrestleManią, Vince McMahon zaczął wzajemną promocję wraz z MTV. Dodatkowo, różni celebryci tacy jak Muhammad Ali, Liberace i Cyndi Lauper promowali i pojawili się na gali, natomiast prócz nich pojawili się również The Rockettes i menedżer MLB, Billy Martin. WWF nadało dwie wrestlingowe gale na MTV. Pierwszą z nich było The Brawl to End It All, nadane 23 lutego 1984, w którym pokazano tylko jeden mecz na żywo z Madison Square Garden. Wendi Richter pokonała The Fabulous Moolah i wygrała WWF Women’s Championship. Podczas The War to Settle the Score, które było nadawane 18 lutego 1985, Leilani Kai (której asystowała Moolah) pokonała Richter wygrywając Women’s Championship.
Dwa inne mistrzostwa były bronione na WrestleManii: tytuł WWF Intercontinental Championship i WWF Tag Team Championship. Przed galą, Greg Valentine prowadził rywalizację z Tito Santaną o pas. Valentine pokonał Santanę 24 września 1984 zdobywając tytuł. Mike Rotunda i Barry Windham wygrali WWF Tag Team Championship trzy miesiące przed WrestleManią pokonując Adriana Adonisa i Dicka Murdocha.
Miesiące przed WrestleManią, Roddy Piper rozpoczął swój segment talk-show na telewizyjnych galach WWF pod nazwą „Piper's Pit”. W trakcie jednego z segmentów, uderzył Jimmy’ego Snukę w głowę kokosem, co doprowadziło do rywalizacji pomiędzy nimi. Jako część storyline'u, Piper rekrutował Boba Ortona jako swojego ochroniarza. Podczas innego wydania Piper's Pit, Piper skrytykował rosnące zainteresowanie Rock 'n' Wrestling connection, przez co rozpoczął feud z Hulkiem Hoganem. W lutym 1985 ta dwójka zmierzyła się w meczu na The War to Settle the Score, gdzie Hogan wygrał przez dyskwalifikację po interwencji Paula Orndorffa i Mr'a T. Ich trwająca rywalizacja doprowadziła do walki na WrestleManii.
Jako część promocji eventu, Hogan pojawił się w Hot Properties cztery dni przed WrestleManią, gdzie położył hosta Richarda Belzera we front chinlocku - ruchu, który odcina dopływ krwi do mózgu. Belzer padł na podłogę nieprzytomny i kontuzja wymagała ośmiu szwów. Belzer później pozwał Hogana o 5 miiionów dolarów, ale ostatecznie rozstrzygnęli to na drodze pozasądowej. Na dzień przed WrestleManią, Hogan i Mr. T byli gospodarzami odcinku Saturday Night Live, aby wypromować galę.

## Gala

### Główna karta
Pierwsza walka była pomiędzy Tito Santaną i The Executionerem (Buddy Rose). Santana wygrał po zastosowaniu figure four leglocku na przeciwniku. Po meczu, King Kong Bundy, któremu towarzyszył Jimmy Hart, a także Special Delivery Jones (Conrad Efraim), udali się do ringu. Po zmiażdżeniu przeciwnika o narożnik ringu i jego wylądowaniu na brzuch, Bundy pokonał Jonesa co później uznano za rekord w ilości trwania walki. WWF uznaje ten czas za dziewięć sekund, jednakże oficjalny czas trwania walki to około 24 sekund.
Następny mecz był pomiędzy Rickym Steamboatem i Mattem Bornem. Steamboat przeważał w początkowej części walki, dopóki Borne go nie położył na maty belly-to-belly suplexem. Po wykonaniu flying crossbody, Steamboat przypiął Borne'a i wygrał walkę. Po zakończeniu meczu, David Sammartino któremu towarzyszył ojciec, Bruno Sammartino, a także Brutus Beefcake i jego menadżer Johnny Valiant, weszli do ringu i rozpoczął się brawl, przez co walka zakończyła się bez rezultatu.
| Rola:                      | Osoba:                         |
| -------------------------- | ------------------------------ |
| Komentator                 | Gorilla Monsoon                |
| Komentator                 | Jesse Ventura                  |
| Przeprowadzający wywiady   | Gene Okerlund                  |
| Przeprowadzający wywiady   | Lord Alfred Hayes              |
| Konferansjer               | Howard Finkel                  |
| Konferansjer               | Billy Martin (Walka wieczoru)  |
| Sędziowie                  | Jack Lutz                      |
| Sędziowie                  | Dick Kroll                     |
| Sędziowie                  | Joey Marella                   |
| Sędziowie                  | Pat Patterson                  |
| Sędziowie                  | Henry Terranova                |
| Specjalny Chronometrażysta | Liberace (Walka wieczoru)      |
| Specjalny Sędzia           | Muhammad Ali (Walka wieczoru)  |
| Specjalni goście           | The Rockettes (Walka wieczoru) |

Pierwsza obrona tytułu na WrestleManii miała miejsce pomiędzy Junkyard Dogiem i panującym WWF Intercontinental Championem Gregiem Valentine, który był zaprowadzony do ringu przez jego menadżera, Jimmy’ego Harta. Junkyard Dog zaczął mecz w pozycji ofensywnej, zadając headbutty i ciosy w Valentine'a. Co chwilę akcję opanowywał jeden z przeciwników. Hart wspiął się na brzeg ringu, gdzie przypadkowo Valentine uderzył go. Później, Valentine przypiął Junkyard Doga z pomocą stóp podpierających się lin, co jest nielegalnym manewrem. Po walce, Tito Santana podbiegł do ringu i wyjaśnił sędziemu Dickowi Krollowi jego niedopatrzenie, wskutek czego zrestartował walkę. Junkyard Dog ostatecznie wygrał mecz poprzez wyliczenie, gdyż Valentine nie dał rady powrócić do ringu. Valentine jednak zachował tytuł, gdyż nie zmienia właściciela poprzez wyliczenie.
Następna walka była o WWF Tag Team Championship. Nikolai Volkoff i The Iron Sheak, którym towarzyszył Freddie Blassie, walczyli z panującymi mistrzami, The U.S. Express (Mike Rotundo i Barry Windham), zaprowadzeni do ringu przez Lou Albano. The U.S. Express dominowało we wcześniejszej części walki, dopóki Volkoff i Sheik nie zaczęli przeważać nad Rotundą. Rotundo zmienił się z Windhamem, który wykonał bulldog na The Sheiku. Po byciu prawie przypiętym, Sheik uderzył w głowę Windama laską Blassiego podczas gdy sędzia tego nie wiedział. Po tym jak Volkoff zdobył przypięcie, on i Sheik zostali nowymi mistrzami tag-team.

### Walki wieczoru
Kolejną walką w karcie było $15.000 Body Slam Challenge pomiędzy André the Giantem i Big John Studdem, któremu towarzyszył Bobby Heenan. Stypulacją w walce było to, iż jeśli André wykona body slam na Studdzie to wygra 15 000 dolarów, a jeżeli przegra, będzie musiał przejść na emeryturę. Po rozpoczęciu meczu w defensywnej pozycji, André kontrował chopami i headbuttami. Od tego momentu, André kontrolował walkę i po osłabieniu kolan Studda, André mógł podnieść Studda ponad jego ramiona i wykonać body slam, dzięki czemu wygrał mecz. Chwilę potem André wziął worek z pieniędzmi i zaczął rzucać je w publiczność. Heenan jednak wyrwał worek i uciekł z ringu. Poprzez rezultat meczu, André dalej mógł kontynuować swoją karierę, a jego pozycja bycia niepokonanym dalej była nienaruszona.
Później gdy wszyscy panowie opuścili okolice ringu, nadszedł czas na mecz o WWF Women’s Championship pomiędzy Wendi Richter, której towarzyszyła piosenkarka Cyndi Lauper (z jej menadżerem Davidem Wolfe) i Leilani Kai, którą menadżerowała dawna mistrzyni The Fabulous Moolah. Krótko po rozpoczęciu meczu, Moolah złapała Richter poza ringiem, jednakże Lauper ochroniła ją. Kai wtedy wykonała flying crossbody z górnej liny, ale po chwiliRichter skontrowała wykonując roll-up w pozycji do przypięcia, dzięki czemu Richter zwyciężyła i została nową mistrzynią kobiet.
W ostatniej walce i jednocześnie walce wieczoru wzięli udział Hulk Hogan, panujący WWF Champion i Mr. T, którym towarzyszył Jimmy Snuka, zaś ich przeciwnikami byli Roddy Piper i Paul Orndorff, a ich menadżerem był Bob Orton. Profesjonalny bokser Muhammad Ali był sędzią specjalnym (poza ringiem), menadżer New York Yankees Billy Martin był specjalnym konferansjerem, a Liberace był specjalnym chronometrażystą. Na początku, Piper, Orndorff i Orton szli do ringu, a w tle można było usłyszeć bębny i dudy, co zaowocowało buczeniem publiczności. Ich ulubieńce, Hogan, Mr. T i Snuka jako następni udali się do ringu. Mecz rozpoczęli Mr. T i Piper, którzy wymieniali się uderzeniami. W środku walki cała czwórka rozpoczęła brawl w ringu, przez co Muhammad Ali zadał cios Piperowi aby uspokoić sytuację. Chwilę później to Orndorff i Piper przejęli ofensywną inicjatywę. Kiedy Orndorff zapiął Hogana w full nelson holdzie, Orton wspiął się na górną linę próbując znokautować Hogana. Zamiast tego, Orton niechcący trafił Orndorffa, dzięki czemu Hogan przypiął go i wraz z tag-team partnerem wygrali mecz. Przez frustrację, Piper znokautował jednego z sędziów specjalnych, Pata Pattersona i odszedł z ringu wraz z Ortonem na backstage, opuszczając Orndorffa samego w ringu wraz z Hoganem, Mr. T i Snuką.

## Wydarzenia po gali
W przybliżeniu trzy miesiące po WrestleManii, Nikolai Volkoff i The Iron Sheik stracili WWF Tag Team Championship z powrotem do The U.S. Express. Posiadali oni pasy do sierpnia, gdzie Brutus Beefcake i Greg Valentine, później znani jako The Dream Team, zostali nowymi mistrzami. Ta dwójka rywalizowała później z The British Bulldogs. Valentine jednak, stracił swój Intercontinental Championship na rzecz Tito Santany tuż po WrestleManii. Santana, któremu Valentine zabrał pas we wrześniu 1984, zdobył go z powrotem w cage matchu, co jest zwykłym pojedynkiem wraz z otaczającą ring klatką, 6 lipca 1985 - prawie rok od rozpoczęcia ich rywalizacji.
Po tym jak André the Giant pokonał Big John Studda na gali, Studd stworzył tag team z King Kong Bundym. Ta dwójka walczyła z André i Hulkiem Hoganem w kilku walkach. Później, Studd i bundy walczyli w Handicap matchach – dwóch naprzeciw jednemu – przeciwko André, co odnowiło rywalizację pomiędzy André i Studdem.
W późniejszej części 1985, Wendi Richter została pokonana przez The Fabulous Moolah, tracąc tym samym WWF Women’s Championship w kontrowersyjny sposób. Moolah, która walczyła w masce jako The Spider Lady, wygrała tytuł po przekonaniu sędziego do wybrania rezultatu na jej korzyść, ale Richter nie była świadoma planu zmiany właścicielki tytułu. Po tym wydarzeniu, Richter opuściła WWF, zaś Moolah posiadała tytuł przez prawie dwa lata.
W nowym storyline po WrestleManii, Roddy Piper zaczął trenować Boba Ortona jako boksera. Hulk Hogan zaakceptował wyzwanie w imieniu Mr. T w celu walki 15 lutego 1986 na Saturday Night's Main Event. Po tym jak Mr. T wygrał mecz, Orton i Piper zaatakowali go, co spowodowało boxing match na WrestleManii 2 pomiędzy Piperem i Mr. T. Na drugiej WrestleManii, Piper został zdyskwalifikowany w czwartej rundzie.

## Produkcja
Frekwencja na gali, która miała miejsce w Madison Square Garden w Nowym Jorku, wyniosła 19 121 osób. Dodatkowo, gala była oglądana przez ponad milion fanów przez telewizję przemysłową, przez co WrestleMania pobiła rekord najchętniej oglądaną galą w historii Ameryki na tamten moment. Techniczny błąd wystąpił na koniec gali podczas nadawania w Civic Arenie w Pittsburghu. Aby załagodzić gniew fanów, WrestleMania została nadawana lokalnie na ABC dwa tygodnie później. Ten błąd jest pomyłkowo przypisywany do WrestleManii 2 w DVD „True Story of WrestleMania”.
Przeprowadzający wywiad Gene Okerlund zaśpiewał Hymn Stanów Zjednoczonych. Gorilla Monsoon i Jesse Ventura byli komentatorami. Okerlund wykonywał swoją właściwą pracę, a Alfred Hayes przeprowadzał wywiady blisko wejściówki do ringu. Howard Finkel był konferansjerem ringowym. Rozpoczynającym galę motywem muzycznym była piosenka „Easy Lover” Phila Collinsa i Philipa Baileya, zaś kończącym galę było „Axel F” Harolda Faltermeyera. Na gali pojawiło się kilku celebrytów, m.in. Billy Martin, Cyndi Lauper, Mr. T, Muhammad Ali i Liberace, któremu towrzyszyło The Rockettes.

## Recenzje
„The [main event] match itself isn't a classic but what it lacks in a scientific display it makes up for in humour.”

John Powell ze Slam! Wrestling ocenił galę przeciętnie, twierdząc iż „nie była tak wspaniała...”. Pomimo średniej oceny, pochwalił on kilka momentów, między innymi Ortona atakującego Orndorffa, zwycięstwo King Kong Bundy’ego i rzucanie pieniędzmi w stronę publiki przez André the Gianta. Powell jednakże, ocenił Mr. T w ringu jako najmniej ulubiony moment podczas pay-per-view. Ocenił, że część walki wieczoru, w której brał udział Mr. T była bardziej humorystyczna poprzez brak umiejętności technicznych celebryty.
W przeciwieństwie do oceny Powella, Pro Wrestling Illustrated nagrodziło walkę wieczoru tytułem PWI Match of the Year, jako iż fani zagłosowali na tę walkę. Urywki gali zostały wyemitowane na MSG Network w „The 50 Greatest Moments at Madison Square Garden”, zajmując 30. miejsce. W grudniowym numerze Wrestling Digest w 2002, walka wiecozru zajęła piąte miejsce z dwudziestu pięciu jako jedna z najbardziej zapamiętywanych walk od ostatnich 25 lat. Powtarzając opinię Johna Powella, Kivin Eck z Wrestling Digest powiedział: „The match itself was far from technical-wrestling classic, but it delivered in terms of entertaining the crowd.” W innym artykule innego wydania Wrestling Digest napisanym przez Keith Lorię, walka wieczoru zajęła trzecie miejsce w „top ten matches in WrestleMania history”.

## Wyniki walk
| Nr                                 | Wyniki | Stypulacje                                                                                                   | Czas  |
| ---------------------------------- | --- | --- | ----- |
| 1                                  | Tito Santana pokonał The Executionera poprzez submission                                                                                  | Singles match                                                                                                | 04:50 |
| 2                                  | King Kong Bundy (w/ Jimmy Hart) pokonał Special Delivery Jonesa                                                                           | Singles match                                                                                                | 00:24 |
| 3                                  | Ricky Steamboat pokonał Matta Borne'a | Singles match                                                                                                | 04:38 |
| 4                                  | David Sammartino (w/ Bruno Sammartino) vs. Brutus Beefcake (w/ Johnny Valiant) zakończyło się podwójną dyskwalifikacją                    | Singles match                                                                                                | 11:44 |
| 5                                  | Junkyard Dog pokonał Grega Valentine'a (c) (w/ Jimmy Hart) poprzez wyliczenie                                                             | Singles Match o WWF Intercontinental Championship                                                            | 06:55 |
| 6                                  | Nikolai Volkoff i The Iron Sheik (w/ Freddie Blassie) pokonali The U.S. Express (Mike’a Rotundo i Barry’ego Windhama) (c) (w/ Lou Albano) | Tag team match o WWF Tag Team Championship                                                                   | 06:56 |
| 7                                  | André the Giant pokonał Big John Studda (w/ Bobby Heenan)                                                                                 | Body Slam Challenge Jeśli Studd przegra, straci $15,000 Jeśli André przegra, będzie musiał zakończyć karierę | 05:56 |
| 8                                  | Wendi Richter (w/ Cyndi Lauper) pokonała Leilani Kai (c) (w/ The Fabulous Moolah)                                                         | Singles match o WWF Women’s Championship                                                                     | 06:12 |
| 9                                  | Hulk Hogan i Mr. T (w/ Jimmy Snuka) pokonali Roddy’ego Pipera i Paula Orndorffa (w/ Bob Orton)                                            | Tag team match z Muhammadem Alim i Patem Pattersonem jako sędziami specjalnymi                               | 13:24 |
| (c) – mistrz/mistrzyni przed walką | | |       |